# Saint-Just-et-Vacquières
Saint-Just-et-Vacquières település Franciaországban, Gard megyében. Lakosainak száma 326 fő (2022. január 1.). Saint-Just-et-Vacquières Aigaliers, Baron, Brouzet-lès-Alès, Euzet, Mons, Monteils, Les Plans, Saint-Hippolyte-de-Caton és Seynes községekkel határos.

## Népesség
A település népessége az elmúlt években az alábbi módon változott:
| Lakosok száma | 136  | 190  | 231  | 263  | 294  | 300  | 302  | 315  | 322  | 326  |
|               | 1968 | 1982 | 1990 | 2006 | 2013 | 2015 | 2017 | 2019 | 2020 | 2022 |